# Buchenberg
Buchenberg é um município da Alemanha, situado no distrito de Oberallgäu, no estado da Baviera. Tem 58,11 km² de área, e sua população em 2019 foi estimada em 4.157 habitantes.